# Valeriano Luigi Brera
 (janvier 2018).
Si vous disposez d'ouvrages ou d'articles de référence ou si vous connaissez des sites web de qualité traitant du thème abordé ici, merci de compléter l'article en donnant les références utiles à sa vérifiabilité et en les liant à la section « Notes et références ».
Valeriano Luigi Brera, né le 7 juin 1772 à Pavie et mort le 4 octobre 1840 à Venise, est un médecin et pathologiste italien. Il est reconnu pour ses contributions à la médecine clinique et à la classification des maladies au début du XIXe siècle.

## Formation et débuts
Né à Pavie le 7 juin 1772, Brera étudia la médecine à l'Université de Pavie, où il fut l'élève de figures éminentes comme Alessandro Volta, Lazzaro Spallanzani et Antonio Scarpa. Diplômé en 1793, il débuta sa carrière comme assistant en obstétrique à l'hôpital Santa Caterina de Milan, puis servit brièvement comme chirurgien militaire. Il poursuivit sa formation à travers l'Europe, étudiant à Vienne, Leipzig et Londres, où il fréquenta des maîtres renommés tels que Johann Friedrich Blumenbach, Friedrich Benjamin Osiander et Alexander Monro.
De retour en Italie, Brera occupa plusieurs postes hospitaliers à Pavie et Crema. En 1806, il fut nommé professeur de médecine légale à l'Université de Bologne, où il fonda un cabinet de pathologie et de médecine légale. En 1808, il refusa une offre de l'Université de Saint-Pétersbourg pour succéder à Johann Peter Frank, préférant diriger la chaire de clinique et pathologie médicale à l'Université de Padoue. Il y enseigna jusqu'en 1832 et y dirigea également l'hôpital civil de la ville de 1817 à 1822.

## Contributions scientifiques
Brera fut un clinicien innovant, adoptant les théories du brownianisme et du contre-stimulus de Giovanni Rasori. Il promut l'utilisation thérapeutique de l'iode et introduisit des traitements par frictions, comme détaillé dans son ouvrage Anatripsologia (1800). Il joua également un rôle dans la diffusion de la vaccination antivariolique en Italie .
Ses recherches en parasitologie furent pionnières. Dans Lezioni medico-pratiche sopra i principali vermi dell'organismo vivente (1802) et son Traité des maladies vermineuses (1804), il réfuta la théorie de la génération spontanée des parasites, affirmant qu'ils provenaient d'œufs ingérés avec les aliments. Il proposa une classification des vers basée sur des critères morphologiques, bien que certaines distinctions, comme entre Taenia solium et Taenia saginata, soient erronées selon les connaissances actuelles.

## Principales publications
- (it) Riflessioni medico-pratiche sull'uso interno del fosforo, particolarmente nell'emiplegia, 1798.
- (it) Classificazione delle malattie secondo i principi del Brown, 1799.
- (it) Anatripsologia, ossia dottrina sulle fregagioni, 1800.
- (it) Lezioni medico-pratiche sopra i principali vermi dell'organismo vivente e le così dette malattie verminose, 1802 ; 1811.
- (it) Traitè des maladies vermineuses, 1804.
- (it) Della rachialgite cenni patologici , 1810.
- (it) De' contagi e della cura de' loro effetti. Lezioni medico-pratiche , 1819.
- (it) Prolegomeni clinici per servire di introduzione alle lezioni di terapia speciale e di clinica medica , 1821.
- (it) Saggio clinico sullo jodio, 1822.